# Осмінін Олександр Петрович
Осмінін Олександр Петрович (рос. Алекс́андр Петр́ович Осм́инин, народився 19 листопада, 1981) російський піаніст, котрий дає концерти по всьому світі.

## Біографія
Олександр Осмінін народився в Москві. З 1988 до 1997 навчався в музичні школі, але його цікавість до музики та його музичні здібності проявилися 1986, у віці 5-ти років. Першим викладачем майбутнього піаніста була I. Антипко.
В 1997 він закінчив музичну школу.
З 1997 по 2000 навчався в Московському Академічному музичному коледжі ім. П. І. Чайковського.
У 2005 Олександр закінчує Московську консерваторію, де навчався в класі видатної піаністки Елісо Вірсаладзе і продовжує свою освіту в аспірантурі консерваторій (2008)

## Репертуар
Його репертуар варіюється від ранніх композиторів до сучасних: від Д. Скарлатті та Й. C. Баха до І. Стравінські та П. Хіндемі.
В його репертуарі основними є твори В. A. Моцарта, Л. ван Бетховена, Ф. Шопена, Ф. Шуберта, Р. Шумана, Й. Брамса, Ф. Ліста, М. Мусоргського, П. Чайковського, С. Прокофьєва та С. Рахманінова.

## Творча діяльність
Олександр концертує по всьому світі: в 2009 р. відбувся тур по 9-х італійських містах, котрий складався більше ніж з десяти виступів. Ось ще декілька країн, де проходили виступи Олександра: США, Японія, Австрія, Швеція, Норвегія, Німеччина, Швейцарія, Португалія, Румунія та незчисленна кількість російських міст: Москва, Санкт-Петербург, Красноярськ, Перм, Тольятті, Іркутськ, Архангельськ, Мурманськ, це лише малий перелік.
Однак, як одного разу висловився Осмінін: «З усіх зарубіжних гастролей найбільш значущими для мене є мої концерти в залі Salle Cortot в Парижі, (2008,Париж, Франція), а також сольний концерт в одному з залів Gasteig в Мюнхені».
Варто також відзначити, тури в країни колишнього Радянського Союзу — Україну, Грузію, Азербайджан і Казахстан.

## Оркестрова та камерна музика
Як соліст, О.Осмінін працює з багатьма видатними оркестрами: в 2005, 2006, 2007 — концерти у Великому залі Московської консерваторії з Новим Російським Оркестром під керівництвом Ю. Башмета.
Інша визначна риса його діяльності — камерна музика. Олександр часто грає з різноманітними камерними ансамблями. Має партнерські відносини з Наталією Гутман, Елісо Варсаладзе, Олександром Бузловим, Андрієм Барановим, Євгеном Петровим то багатьма іншими.
Протягом багатьох років він співпрацює з відомим альтистом Федором Бєлугіним. Разом вони записали диск з творами Ц. Франка, Р. Шумана, Й. Брамса.

## Конкурси
- 2010, 1 премія, конкурс ім. Карла Фільча в Румунії
- 2008, 1 премія, 5-й міжнародний конкурс камерних асамблей в Швеції[13] (спільно з Ф. Бєлугіним)[14]
- 2008, 1 премія, 12-й міжнародний конкур піаністів ім. Лучіано Ганте в Італій
- 2008, 6 премія, міжнародний конкурс ім. C. Ріхтера в м. Москва, Росія[15][16]
- 2007, приз глядацьких симпатій, півфіналіст, Сандаі-сіті, Японія. 3-й Міжнародний конкурс піаністів в м. Сандаі.
- 2001, півфіналіст, Тбілісі, Грузія. 2-й Міжнародний конкурс піаністів в м. Тбілісі[17]

## Фестивалі
Окрім конкурсів, Олександр бере участь в багатьох міжнародних музичних фестивалях:
- Animato в Парижі[18][19]
- Фестиваль «Julita» в Швеції[20]
- Фестиваль класичної музики в м. Порто (Португалія)
- Музичний фестиваль ім. С. Ріхтера м. Таруса, Калужська обл., Росія[21]
- Присвячення Олегу Кагану[22][23]